# Kalāt-e Shab
Kalāt-e Shab (persiska: کلات شب, Kalāteh-ye Shab) är en ort i Iran.   Den ligger i provinsen Khorasan, i den östra delen av landet, 900 km öster om huvudstaden Teheran. Kalāt-e Shab ligger 1 323 meter över havet och antalet invånare är 230.
Terrängen runt Kalāt-e Shab är huvudsakligen kuperad, men åt sydost är den platt. Terrängen runt Kalāt-e Shab sluttar söderut.  Trakten runt Kalāt-e Shab är nära nog obefolkad, med mindre än två invånare per kvadratkilometer. Närmaste större samhälle är Mākhūnīk, 18,3 km nordväst om Kalāt-e Shab. Trakten runt Kalāt-e Shab är ofruktbar med lite eller ingen växtlighet.